# Hannovermarkt

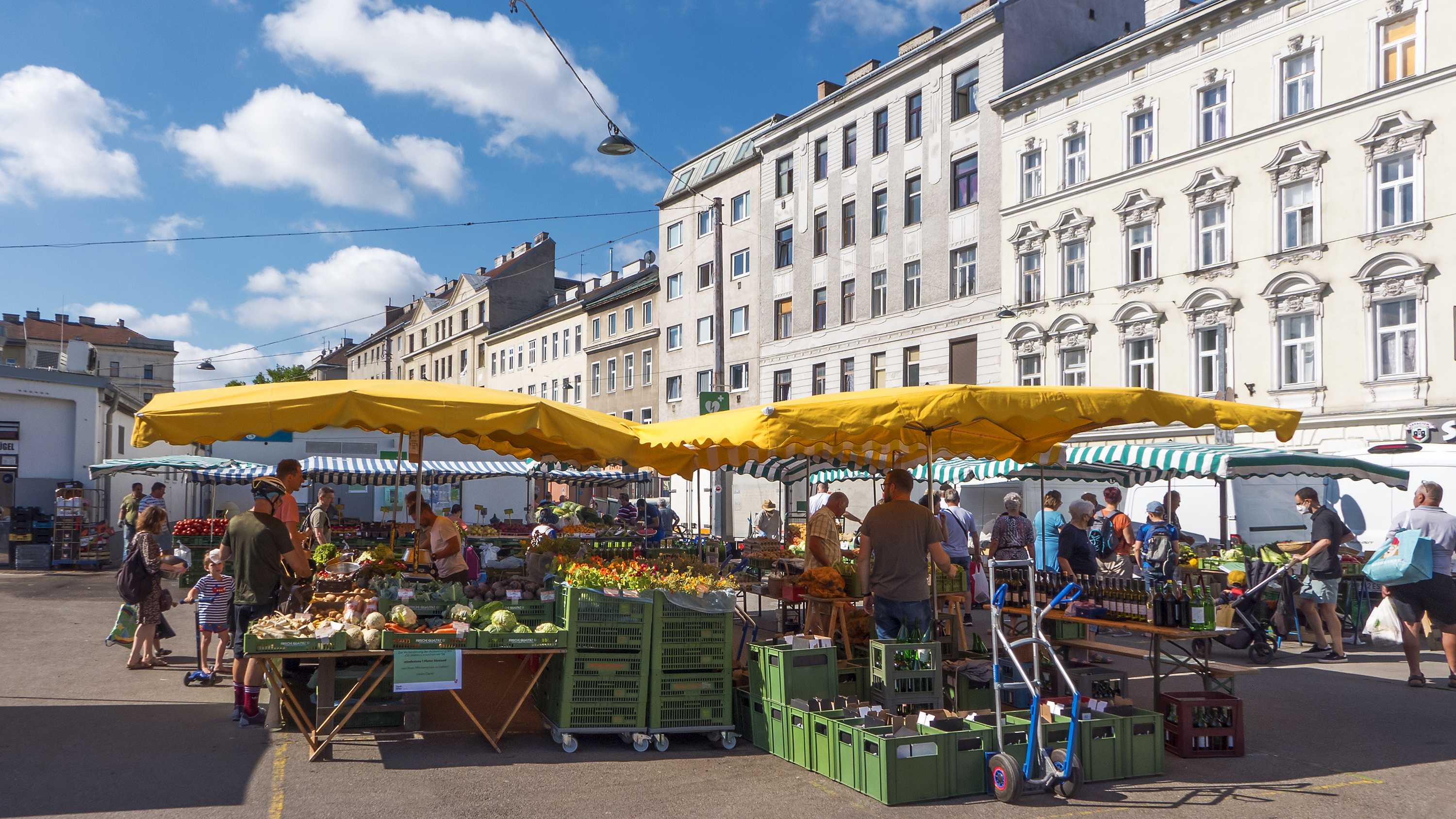
Der Hannovermarkt in Wien

Der Hannovermarkt ist ein Markt im 20. Wiener Gemeindebezirk Brigittenau, der sich entlang der Hannovergasse von der Othmargasse bis zur Gerhardusgasse erstreckt. Sein heutiges Erscheinungsbild geht auf die Generalsanierung des Jahres 2003 zurück, die mit EU-Fördermitteln umgesetzt wurde.

## Angebot

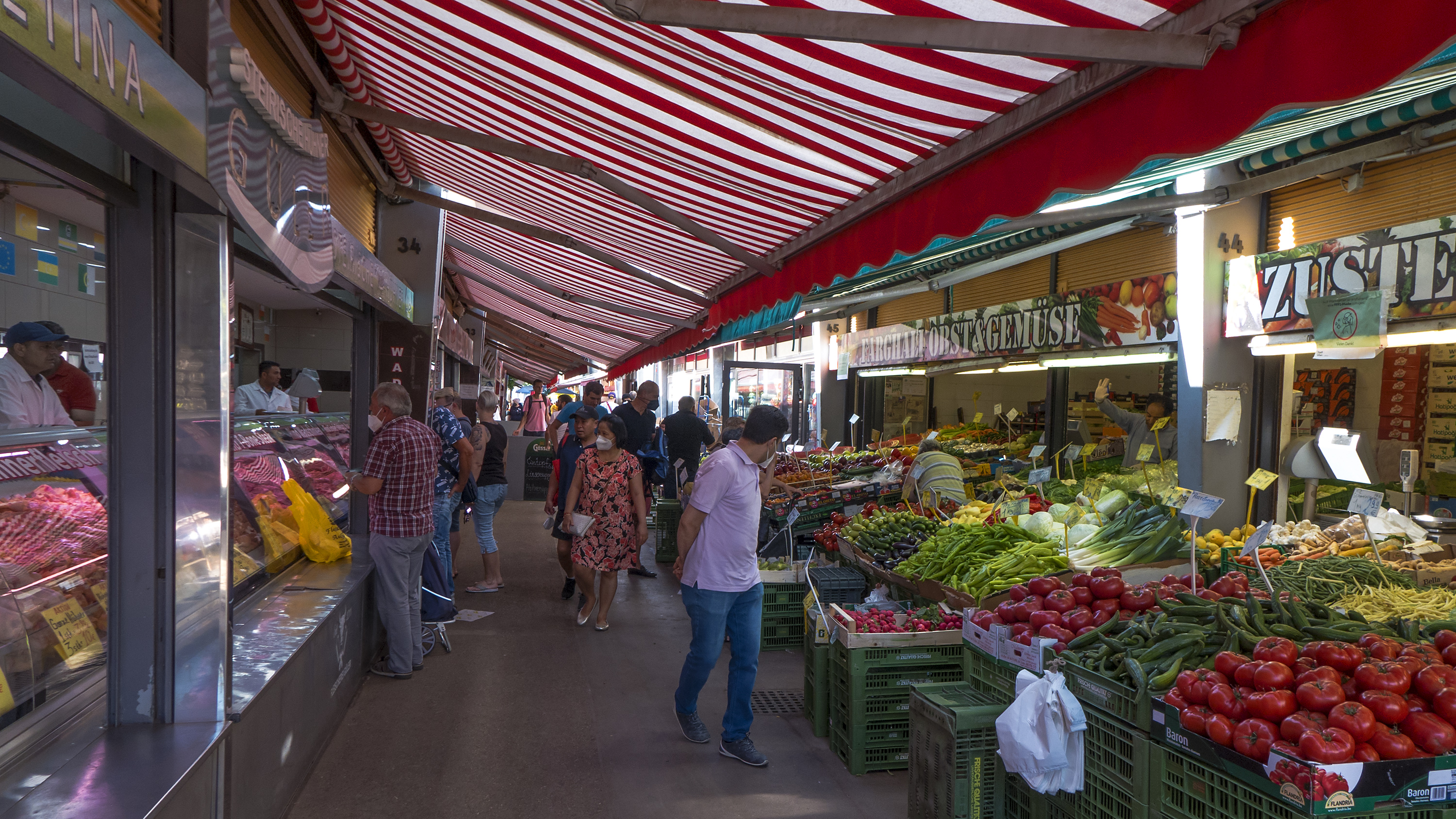
Im Marktbereich

Der Hannovermarkt beherbergt rund 55 feste Verkaufsstände. Das Angebot umfasst neben Obst, Gemüse, Fisch, Fleisch und Brot einige Feinkostläden, Blumen- und Gebrauchswarenhandlungen sowie eine Tabaktrafik. Auch eine beschränkte Anzahl von Gastronomiebetrieben findet sich zwischen den anderen Geschäften. Am Samstag gibt es hier außerdem einen Bauernmarkt mit über 20 Ständen, auf denen Lebensmittelproduzenten aus der Umgebung Wiens ihre Erzeugnisse verkaufen, aber auch sonstige Marktfahrer ihre Waren feilbieten. Durch den hohen Anteil von Standbetreibern mit Migrationshintergrund aus dem orientalisch-islamischen Raum erhält der Markt viel von der Atmosphäre eines südländischen Basars. Manchmal werden auch spezielle Veranstaltungen wie Faschingsumzüge, Sommer- und Herbstfeste sowie Grill- und Wildwochen organisiert.

## Verwaltung und Betrieb
Es handelt sich um einen städtischen Markt, die Verwaltung erfolgt durch das Marktamt der Stadt Wien (Magistratsabteilung 59). Als Folge der Dezentralisierung der Verwaltung in Wien befinden sich Marktangelegenheiten in der Kompetenz der Gemeindebezirke. So ist der Bezirk Brigittenau für Verwaltung und Betrieb des Hannovermarktes zuständig und muss die erforderlichen Mittel aus dem Bezirksbudget bestreiten. Zur Diskussion auftretender Probleme wurde ein Marktbeirat als Organ der gewählten Bezirksvertretung eingerichtet, bei dessen Sitzungen das Marktamt, die Wirtschaftskammer Wien, die politischen Vertreter des Bezirkes und die Arbeitsgemeinschaft der Marktparteien (ARGE Hannovermarkt) teilnehmen.

## Geschichte
Sein Vorgänger, der Brigittamarkt, bestand seit 1850 auf dem Brigittaplatz vor der gleichnamigen Kirche. Am 11. September 1905 verlautbarte der Magistrat eine Kundmachung „...betreffend die Verlegung des auf dem Brigittaplatze befindlichen Lebensmittelmarktes in die Kluckygasse, Webergasse und Hannovergasse im XX. Bezirke“. Mit Ausnahme der Holzhütten und Fleischstände mussten damals noch alle Waren und Stände täglich, sieben Mal in der Woche, morgens aufgebaut und abends wieder entfernt werden. 1913 wurde der Markt an seinen heutigen Platz verlegt, wo die Stadt Wien das Grundstück vom Stift Klosterneuburg pachtete, das damals eine Vielzahl von Grundflächen in der Brigittenau besaß und teilweise heute noch besitzt. Erst im Jahre 1930 erhielt der Markt den offiziellen Namen Hannovermarkt. Der Markt ist – wie auch die Hannovergasse – nach der Königsfamilie von Hannover benannt, die im Preußisch-Österreichischen Krieg auf der Seite Österreichs stand.
Im Zweiten Weltkrieg wurde der Markt durch Kriegseinwirkungen schwer beschädigt, doch bald nach 1945 wieder aufgebaut. Zu Beginn der 1960er Jahre wurde der Hannovermarkt komplett neu errichtet. Die einheitlichen Stände spiegeln das Design dieser Zeit. Mit über 90 Marktständen verfügte er damals über seine größte Ausdehnung. 2003 wurde der Markt verkleinert und die Stände mit EU-Fördermitteln saniert. Dabei wurde auch die Infrastruktur auf den technisch letzten Stand gebracht und die hygienischen Standards der Marktstände verbessert.

## Gedenkstein

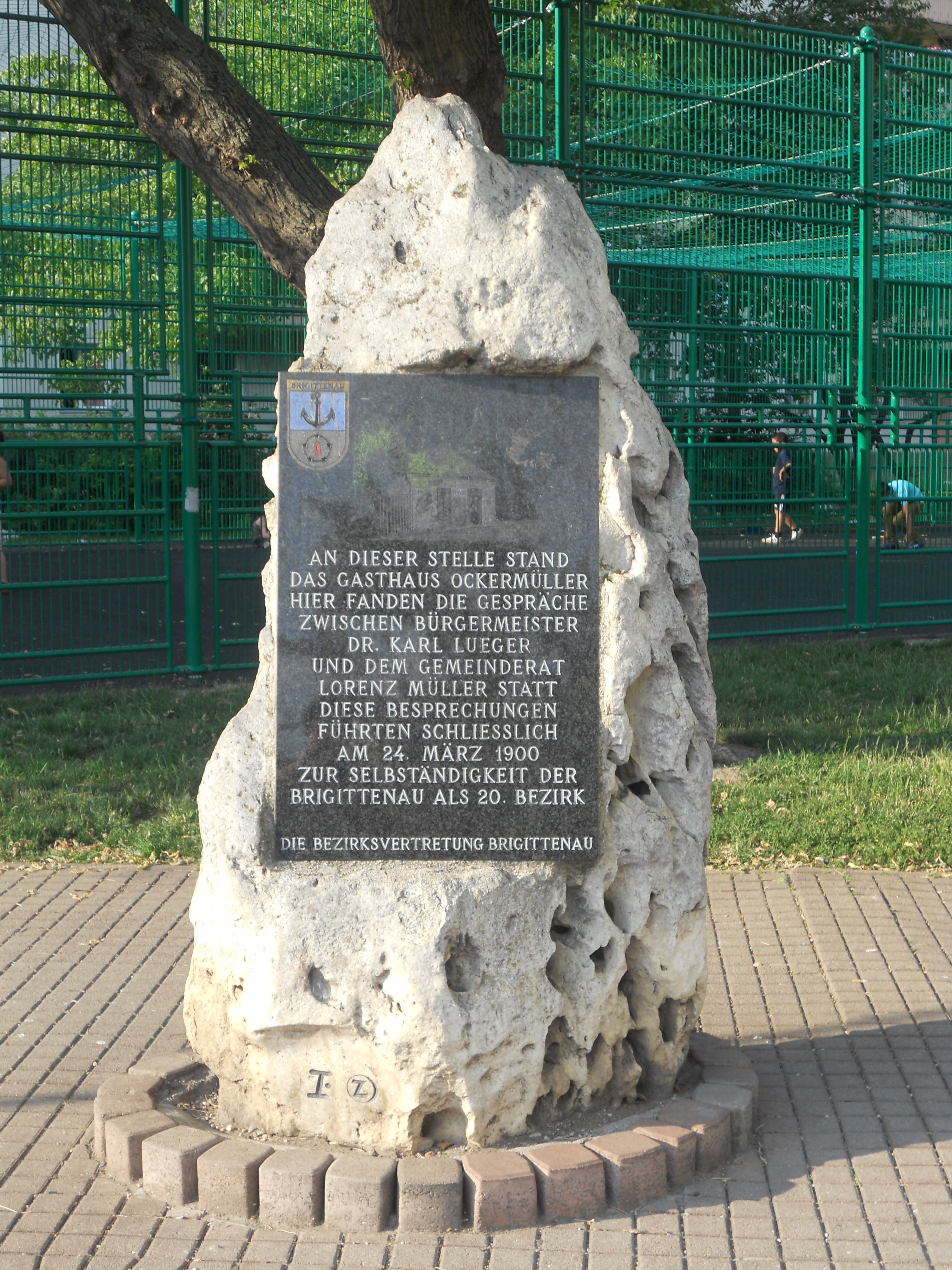
Der Findling mit dem Gedenkstein

Am Rand des Markts befindet sich ein Gedenkstein für das bis zum Zweiten Weltkrieg dort befindliche Gasthaus Ockermüller. Dort wurden die Verhandlungen geführt, vor allem zwischen Gemeinderat Lorenz Müller und Bürgermeister Karl Lueger, die die Selbstständigkeit der Brigittenau als eigener Bezirk mit dem Jahr 1900 zur Folge hatten.